# Karsten Spitzer
Karsten Spitzer (* 12. Februar 1961 in Hannover) ist ein deutscher Schauspieler.

## Leben
Nach dem Abitur studierte Spitzer in Berlin Germanistik, Geschichte und Theaterwissenschaften. Erste Theatererfahrungen sammelte er 1987 als Regieassistent am Theater Lüneburg. Von 1991 bis 1993 machte er eine Ausbildung zum Schauspieler und trat der Theatergruppe Affekt unter der Regie von Stefan Bachmann bei. Spitzer spielte dort unter anderem an der Seite von Gesine Cukrowski und Jenny Schily.
Von 1992 bis 1995 arbeitete er als freier Schauspieler in Berlin, u. a. bei den Freien Theatergruppen Neukölln und Vineta. 1996 begann er eine Ausbildung bei der IBM zum Vertriebsbeauftragten.
2000 nahm er die Schauspieltätigkeit wieder auf bei freien Theatergruppen (Theater Szene 03, Gruppe Drei, Krimifabrik Stuttgart 2014–2015, Theater Atelier 2015–2017). Von 2015 bis 2021 war er außerdem als künstlerischer Leiter und Regisseur der freien Theatergruppe Theater Szene03 in Sindelfingen tätig. Karsten Spitzer spielte bei Theater Rampe Stuttgart, Theater Atelier Stuttgart, KKT Stuttgart, Krimifabrik Stuttgart, Wilhelma Theater Stuttgart, Theater am Olgaeck Stuttgart, Theater „Zerbrochenes Fenster“ Berlin, Theater im Palais Erfurt, Theaterkeller Sindelfingen, Berlin, Neuköllner Oper.
Spitzer war im deutschen Fernsehen in diversen Rollen zu sehen.

## Theaterarbeit
- 1987: Amadeus (Peter Shaffer) – Karsten Spitzer arbeitet mit als Regieassistent Stadttheater Lüneburg
- 1991: Baal (Bertolt Brecht)
- 1992–1994: Dozent im Kolloquium der FU Berlin zum Thema „Theater als Methode des Fremdsprachenunterrichts“
- 1993: Das Dschungelbuch (nach Rudyard Kipling)
- 1994–1995: Das Regiekollegium (Max Reinhardt)
- 1998–1999: Kabarettprogramm bei der IBM
- 2000–2001: Das Geld anderer Leute (Jerry Sterner)
- 2000–2001: Der eingebildete Kranke (Molière)
- 2002:  Ein idealer Gatte (Oscar Wilde)
- 2003–2004: Der Dieb, der nicht zu Schaden kam (Dario Fo)
- 2003–2004: Der Nackte und der Herr im Frack (Dario Fo)
- 2003–2004: Ein Inspektor kommt (John B. Priestley)
- 2004–2005: Der Kontrabaß (Patrick Süskind)-Soloabend
- 2004–2005: Loriots Dramatische Werke (Loriot)
- 2005: Offene Zweierbeziehung (Dario Fo)
- 2005–2008  Der letzte der feurigen Liebhaber (Neil Simon)
- 2006: Ein seltsames Paar (Neil Simon)
- 2007–2008: Ein Abend mit Wilhelm Busch – Soloabend
- 2008: Der Heiratsantrag (Anton Tschechow)
- 2008: Tod eines Handlungsreisenden (Arthur Miller)
- 2008–2009: Geschlossene Gesellschaft (Jean Paul Sartre) – Regie
- 2008–2010: Leiter der Schaubühne Sindelfingen; Vorstand des KKT Stuttgart
- 2009: Lesung: Turandot (Friedrich Schiller)
- 2009: Mögliche Begegnung (Paul Barz)
- 2009–2011: Szenische Lesung: Das Apartment (Billy Wilder)
- 2010 Lesung Der seidene Schuh (Claudel) – Rolle: Don Camillo
- 2010: Lesung Lyrik von Chamisso – Soloabend mit musikalischer Begleitung
- 2011: Winter unterm Tisch (R.Topor) – Regie
- 2011–2012: Der Gott des Gemetzels (J.Reza) – Regie
- 2012 der Bär und der Heiratsantrag (Anton Tschechow), Rolle: Lomonow
- 2012–2013: Die Sternstunde des Josef Bieder – Soloabend
- 2013: Altweiberfrühling (Stefan Vogel), Rolle Pfarrer Walther Ebinger
- 2013: Der Totentanz – Lyrik mit Chorgesang – Martinskirche Sindelfingen
- 2013: Lesung im öffentlichen Raum Sindelfingen – Das Werk von August Schäfer
- 2013: Lesung im öffentlichen Raum: der Park an dem sich Wege kreuzen (Thomas Vogel)
- 2013: Lesung im Rahmen der 750-Jahr-Feier in Sindelfingen: Die Hexenverfolgung in Sindelfingen
- 2013: Lesung Martinskirche Sindelfingen: Schlucker und schlemmer
- 2013: Lesung Theaterkeller Sindelfingen: Erben und Sterben (Friedericke Roth)
- 2014: Endstation Sehnsucht (T.Williams) – Rolle: Mitch
- 2014: Lesung Lyrik von Ringelnatz – Soloabend mit musikalischer Begleitung, Odeon Sindelfingen
- 2014: Lesung Waschküchenveranstaltung Stuttgart: Jud Süß Oppenheimer
- 2014–2015: Bei Anruf Mord (Hitchcock) – Rolle: Inspektor Hubbard
- 2015: Kunst (Yasmin Reza) – Rolle: Serge
- 2015–2016 Urfaust (Johann Wolfgang von Goethe) – Rolle: Faust
- 2016: Rose und Walsh (Neil Simon) – Rolle: Walsh
- 2016: Lesung Theater Atelier in Stuttgart: Märchen 1001 Nacht
- 2016–2017: Im weißen Rößl (Blumenthal und Kadelburg) – Rolle:Giesicke
- 2016–2017: Play Tschechow – Rollen: Verschiedene
- 2017: Biedermann und die Brandstifter (Max Frisch)- Theaterkeller Sindelfingen-Regie
- 2017 denunziert.verfolgt.getötet-Hexenverfolgung in Sindelfingen – Rolle:Pfarrer Hermann
- 2017: Der Hund im Hirn und andere Merkwürdigkeiten (Curt Goetz) – Regie
- 2019: Goethe vs Schiller – Ein Balladenduell – Rolle:Goethevertreter
- 2018: Amadeus (Peter Shaffer) – Regie
- 2018: Die Zimmerschlacht (Martin Walser) – Rolle: Felix
- 2019: Gut gegen Nordwind (Daniel Glattauer) – Regie
- 2019: Sherlock Holmes (Arthur Conan Doyles) – Rolle: Inspektor Lestrade
- 2020: Goethe vs Schiller – Ein Balladenwettstreit – Rolle: Vertreter Goethes
- 2020: Kultur im Autokino – Loriot`s Beziehungsweise – Rolle: Diverse
- 2020: Faust ist Fußball – Soloabend rund um Fußball und Goethes Faust
- 2021–2022: Brigitte Bordeaux (S. Gössner) – Hauptrolle: Herbert A. Treves
- 2023–2024: Mord im Morgengrauen – Rolle: Inspector Baxter
- 2024: The brave little Tailor – verschiedene Rollen
- 2025: Eifersucht.eingeschlossen - Rolle: Klaus

## Fernsehen (Auswahl)
- 2010, 2013, 2022: SOKO Stuttgart (ZDF, 3 Folgen)
- 2019, 2020: Vorsicht Falle! (ZDF, 2 Folgen)
- 2015: Verfehlung (ARD und Arte)
- 2010: Fremdgehen (ZDF)
- 2010: Ein Praktikant fürs Leben (ARD)
- 2009: Eine für Alle – Frauen können es besser (ARD)
- 2007, 2008: Der Schwarzwaldhof (ARD, 2 Folgen)
- 2006: Traue niemals Deinem Schwiegersohn (Sat 1)